# Gante-Wevelgem 2025
La 87.ª edición de la clásica ciclista Gante-Wevelgem (nombre oficial en inglés: Gent-Wevelgem in Flanders Fields) fue una carrera en Bélgica que se celebró el 30 de marzo de 2025 con inicio en la ciudad de Ypres y final en la ciudad de Wevelgem sobre un recorrido de 250,3 kilómetros.
La carrera formó parte del UCI WorldTour 2025, calendario ciclístico de máximo nivel mundial, siendo la duodécima carrera de dicho circuito. El vencedor fue el danés Mads Pedersen del Lidl-Trek, quien estuvo acompañado en el podio por el belga Tim Merlier del Soudal Quick-Step y el italiano Jonathan Milan del Lidl-Trek, segundo y tercer clasificado respectivamente.

## Equipos participantes
Tomaron parte en la carrera 25 equipos: 18 de categoría UCI WorldTeam y 7 de categoría UCI ProTeam. Formaron así un pelotón de 175 ciclistas de los que acabaron 95. Los equipos participantes fueron:
| WorldTeams (18)- Arkéa-B&B Hotels - Alpecin-Deceuninck - Bahrain-Victorious - Cofidis - Decathlon AG2R La Mondiale Team - EF Education-EasyPost - Groupama-FDJ - Ineos Grenadiers - Intermarché-Wanty - Lidl-Trek - Movistar Team - Red Bull-BORA-hansgrohe - Soudal Quick-Step - Team Jayco AlUla - Team Picnic-PostNL - Team Visma \| Lease a Bike - UAE Team Emirates XRG - XDS Astana Team ProTeams (7)- Lotto - Israel-Premier Tech - Q36.5 Pro Cycling Team - Uno-X Mobility - Team Flanders-Baloise - Tudor Pro Cycling Team - Team TotalEnergies |
| |

## Clasificación final
- La clasificación finalizó de la siguiente forma:[3]

| \| Clasificación general \| Clasificación general \| Clasificación general \| Clasificación general \| Clasificación general \| \| Ciclista \| Ciclista \| Equipo \| Tiempo \| \| \| --------------------- \| --------------------- \| ----------------------- \| --------------------- \| --------------------- \| \| 1.º \| Mads Pedersen \| Lidl-Trek \| 5 h 30 min 21 s \| \| \| 2.º \| Tim Merlier \| Soudal Quick-Step \| + 49 s \| \| \| 3.º \| Jonathan Milan \| Lidl-Trek \| + 49 s \| \| \| 4.º \| Alexander Kristoff \| Uno-X Mobility \| + 49 s \| \| \| 5.º \| Hugo Hofstetter \| Israel-Premier Tech \| + 49 s \| \| \| 6.º \| Davide Ballerini \| XDS Astana Team \| + 49 s \| \| \| 7.º \| Biniam Girmay \| Intermarché-Wanty \| + 49 s \| \| \| 8.º \| Jenno Berckmoes \| Lotto \| + 49 s \| \| \| 9.º \| Jordi Meeus \| Red Bull-Bora-Hansgrohe \| + 49 s \| \| \| 10.º \| Laurenz Rex \| Intermarché-Wanty \| + 49 s \| \| |                    |                         |                 |
| |                    |                         |                 |
| |                    |                         |                 |
| Clasificación general |                    |                         |                 |
| Ciclista | Ciclista           | Equipo                  | Tiempo          |
| 1.º | Mads Pedersen      | Lidl-Trek               | 5 h 30 min 21 s |
| 2.º | Tim Merlier        | Soudal Quick-Step       | + 49 s          |
| 3.º | Jonathan Milan     | Lidl-Trek               | + 49 s          |
| 4.º | Alexander Kristoff | Uno-X Mobility          | + 49 s          |
| 5.º | Hugo Hofstetter    | Israel-Premier Tech     | + 49 s          |
| 6.º | Davide Ballerini   | XDS Astana Team         | + 49 s          |
| 7.º | Biniam Girmay      | Intermarché-Wanty       | + 49 s          |
| 8.º | Jenno Berckmoes    | Lotto                   | + 49 s          |
| 9.º | Jordi Meeus        | Red Bull-Bora-Hansgrohe | + 49 s          |
| 10.º | Laurenz Rex        | Intermarché-Wanty       | + 49 s          |

## Ciclistas participantes y posiciones finales
Convenciones:
- AB: Abandono
- FLT: Retiro por llegada fuera del límite de tiempo
- NTS: No tomó la salida
- DES: Descalificado o expulsado

## UCI World Ranking
La Gante-Wevelgem otorgó puntos para el UCI World Ranking para corredores de los equipos en las categorías UCI WorldTeam, UCI ProTeam y Continental. Las siguientes tablas son el baremo de puntuación y los diez corredores que obtuvieron más puntos:
| Posición   | 1.º | 2.º | 3.º | 4.º | 5.º | 6.º | 7.º | 8.º | 9.º | 10.º | 11.º | 12.º | 13.º | 14.º | 15.º | 16.º-20.º | 21.º-30.º | 31.º-50.º | 51.º-55.º | 56.º-60.º |
| Puntuación | 500 | 400 | 325 | 275 | 225 | 175 | 150 | 125 | 100 | 85   | 70   | 60   | 50   | 40   | 35   | 30        | 20        | 10        | 5         | 3         |

| Clasificación |                    |                         |        |
| Posición      | Ciclista           | Equipo                  | Puntos |
| ------------- | ------------------ | ----------------------- | ------ |
| 1.º           | Mads Pedersen      | Lidl-Trek               | 500    |
| 2.º           | Tim Merlier        | Soudal Quick-Step       | 400    |
| 3.º           | Jonathan Milan     | Lidl-Trek               | 325    |
| 4.º           | Alexander Kristoff | Uno-X Mobility          | 275    |
| 5.º           | Hugo Hofstetter    | Israel-Premier Tech     | 225    |
| 6.º           | Davide Ballerini   | XDS Astana              | 175    |
| 7.º           | Biniam Girmay      | Intermarché-Wanty       | 150    |
| 8.º           | Jenno Berckmoes    | Lotto                   | 125    |
| 9.º           | Jordi Meeus        | Red Bull-BORA-hansgrohe | 100    |
| 10.º          | Laurenz Rex        | Intermarché-Wanty       | 85     |